# 小行星3821
小行星3821（3821 Sonet）是一颗围绕太阳公转的小行星。1985年9月6日，亨利·德波鸿诺在拉西拉天文台发现了此天体。
这颗小行星的绝对星等为339.81129等。